# Pahau (rivière)

La rivière Pahau  (en anglais : Pahau River)  est un cours d’eau du nord de la région de Canterbury dans l‘Île du Sud de la  Nouvelle-Zélande.

## Géographie
Elle prend son origine dans la chaîne de ‘Tekoa Range’, à  25 km au nord-ouest de la ville de Culverden, et s’écoule initialement vers le nord , avant de tourner  vers le sud pour descendre une longue vallée entre deux crêtes. A l’angle  nord de la plaine de Canterbury , elle tourne vers le sud-est, s’ écoulant dans la banlieue de Culverden pour atteindre la rivière Hurunui à 8 kmau  sud-est de la ville.